# Eumonostilifera
Sous-ordre
Les Eumonostilifera sont un sous-ordre de vers aquatiques de l'embranchement des Nemertea, de la classe des Enopla, de la sous-classe des Hoplonemertea et de l'ordre des Monostilifera. 

## Liste des familles et genres non assignés
Selon World Register of Marine Species (25 juillet 2021) :
- Famille Acteonemertidae Chernyshev, 2005
- Famille Amphiporidae Oersted, 1844
- Famille Carcinonemertidae Sumner, Osburn & Cole, 1913
- Famille Emplectonematidae Bürger, 1904
- Famille Malacobdellidae Blanchard, 1847
- Famille Neesiidae Chernyshev, 2005
- Famille Oerstediidae Chernyshev, 1993
- Famille Ototyphlonemertidae Coe, 1940
- Famille Plectonemertidae Gibson, 1990
- Famille Poseidonemertidae Chernyshev, 2002
- Famille Potamonemertidae Chernyshev, 2005
- Famille Prosorhochmidae Bürger, 1895
- Famille Prostomatidae Bürger, 1904
- Famille Sacconemertidae Chernyshev, 2005
- Famille Tetrastemmatidae Hubrecht, 1879
- Famille Zygonemertidae Chernyshev, 2005
- Genres non assignés à une famille :
  - Genre Abyssonemertes Chernyshev & Polyakova, 2017
  - Genre Arenogigas Krämer & Döhren, 2015
  - Genre Arhochmus Maslakova & Norenburg, 2008
  - Genre Cyanonemertes Iwata, 2007
  - Genre Frontonemertes Iwata, 2006
  - Genre Geonemertes Semper, 1863
  - Genre Pantinonemertes Moore & Gibson, 1981
  - Genre Protetrastemma Chernyshev, 2004
  - Genre Quasitetrastemma Chernyshev, 2004
  - Genre Raygibsonia Sundberg et al., 2009
  - Genre Sanjuannemertes Iwata, 2006
  - Genre Satellitenemertes Iwata, 2006
  - Genre Tetraneuronemertes Sundberg, Gibson & Strand, 2007